# Embarassada als quinze anys
Embarassada als quinze anys  (títol original: Fifteen and Pregnant) és un telefilm estatunidenc de Sam Pillsbury, i difós el 19 de gener de 1998 a Lifetime. Ha estat doblada al català.

## Argument
La història de Evie i Calç Spangler, matrimoni divorciat i els fills del qual viuen entre les dues cases, sense definir clarament quin és la seva residència. Tina, de 15 anys, decideix instal·lar-se definitivament amb la seva mare, que creu que recuperarà de nou a la seva família. No obstant això, les coses no seran tan fàcils: la noia està embarassada. Ray, el pare del fill de Tina, es desentén de l'assumpte igual que ho fan els que creia eren els seus amics de l'institut. És llavors quan Tina s'adona que està sola i que només compta amb el suport dels seus pares.

## Repartiment
- Kirsten Dunst: Tina Spangler
- Park Overall: Evie Spangler
- David Andrews: Cal Spangler
- Julia Whelan: Rachel Spangler
- Daniel Kountz: Ray Wood
- Marlyn Mason: Àvia Spangler
- Katee Sackhoff: Karen Gotarus
- Sherilyn Lawson: Dra. Ross
- Margot Demeter: Laurie Walsh
- Karen Trumbo: Jane Walsh
- Zachary Ray Sherman: Adam Spangler
- Tyler Gannon: Melody
- Joe Ivy: Dr. Warsaw
- Rebecca Nachison: Mrs. Knapp
- Sam Pillsbury